# 918 (numero)
Novecentodiciotto (918) è il numero naturale dopo il 917 e prima del 919.

## Proprietà matematiche
- È un numero pari.
- È un numero composto con 16 divisori: 1, 2, 3, 6, 9, 17, 18, 27, 34, 51, 54, 102, 153, 306, 459, 918. Poiché la somma dei suoi divisori (escluso il numero stesso) è 1242 > 918, è un numero abbondante.
- È un numero semiperfetto in quanto pari alla somma di alcuni (o tutti) i suoi divisori.
- È un numero malvagio.
- È un numero congruente.
- È un numero pratico.
- È un numero palindromo e un numero ondulante nel sistema posizionale a base 12 (646).
- È un numero palindromo e un numero a cifra ripetuta nel sistema numerico posizionale a base 33 (RR).
- È un numero di Harshad nel sistema numerico decimale.
- È un numero colombiano nel sistema numerico decimale.
- È parte delle terne pitagoriche  (432, 810, 918), (440, 918, 1018), (624, 918, 1110), (918, 1224, 1530), (918, 2520, 2682), (918, 4080, 4182), (918, 7776, 7830), (918, 12376, 12410), (918, 23400, 23418), (918, 70224, 70230), (918, 210680, 210682).

## Astronomia
- 918 Itha è un asteroide della fascia principale del sistema solare.
- NGC 918 è una galassia spirale della costellazione dell'Ariete.

## Astronautica
- Cosmos 918 è un satellite artificiale russo.